# ピエール・ブーレーズ
ピエール・ルイ・ジョゼフ・ブーレーズ（ブレーズ、ブゥレーズとも表記される、Pierre Louis Joseph Boulez、1925年3月26日 - 2016年1月5日）は、フランスの作曲家、指揮者。

## 人物・来歴
パリ国立高等音楽院でアンドレ・ヴォラブール（アルテュール・オネゲルの妻）とオリヴィエ・メシアンに対位法や作曲を師事するが中退し、ルネ・レイボヴィッツ（レボヴィツ、レボヴィス）にセリアリスムを学ぶ。作曲の弟子にはバーゼルの音楽大学で教えたハインツ・ホリガーがいる。ダルムシュタット夏季現代音楽講習会でその初期から活躍し注目される。シュトックハウゼンと共鳴するが、ノーノとは鋭く対立している。
初期にはヴェーベルンの極小セリー形式から出発。シェーンベルクの音楽に対しては次第に批判的となる。また、後にはドビュッシーやストラヴィンスキーの再評価に努めた。詩人では最初にルネ・シャールを取り上げるが、後にはステファヌ・マラルメによる作品を書き、指揮活動としても徐々に前の時代の作曲家へと遡って評価する姿勢が見られる。
ジョン・ケージと往復書簡を交わすほかダルムシュタットなどで交流し、偶然性を導入する。ただしケージなどアメリカ作曲界は偶然性を不確定性（チャンス・オペレーション）として導入したのに対し、ブーレーズをはじめヨーロッパ作曲界は「管理された偶然性」とし、偶然性の結果によってどんなに音楽が異なる解釈をされようとも、全体としては作曲者の意図の範囲で統率されるべきとした。この考えに基づく作品としては「ピアノソナタ第3番」、『プリ・スロン・プリ - マラルメの肖像』などが挙げられる。
フランス国立音響音楽研究所IRCAMの創立者で初代所長（退任後は名誉総裁）。1976年、コレージュ・ド・フランス教授に選出。指揮者としてもニューヨーク・フィルハーモニック音楽監督などのポストに就いた。1992年にIRCAM所長を退任後死去まではフリーで活躍。1960年代からドイツのバーデン＝バーデンで暮らした。
2009年、京都賞受賞の際に催されたトークイベント（京都日仏学館）において、聴衆の一人から「人生における普遍的なあるべき考え方」を問われたところ、ブーレーズは「好奇心を持ち続けること」と述べた。
2015年、生誕90年を記念してドイツ・グラモフォンがブーレーズが指揮した自作を含む音源をまとめた44枚組のCDを発売した。
2016年1月5日、バーデン＝バーデンの自宅で死去。90歳没。死因など詳細は明らかにされていない。

## 受賞歴
- 第1回 高松宮殿下記念世界文化賞（1989年）
- テオドール・アドルノ賞（1992年）
- ウルフ賞芸術部門（2000年）
- グラミー賞 クラシック現代作品部門（2000年）
- グロマイヤー賞 作曲部門（2001年）
- 京都賞思想・芸術部門 音楽分野（2009年）

## 作品について
シェーンベルクの『室内交響曲第1番』をモデルに書かれたフルートとピアノのための『ソナチネ』、20世紀に作曲された最も重要なピアノ作品の1つである『ピアノソナタ第2番』、『弦楽四重奏のための書』などを経て、メシアンの『音価と強度のモード』の音列を引用した2台のピアノのための『ストリクチュール第1巻』でセリー・アンテグラルの技法に到達する。この作品はセリエルな作曲技法の1つの指標となったが、18楽器のための『ポリフォニーΧ』の場合のように、あまりに厳格なセリーの使用は不毛な音楽をもたらすことに気付き（同作品は結局撤回した）、より柔軟なセリーの運用を模索する。この探求は、アルトと6楽器のための『ル・マルトー・サン・メートル（主なき槌）』（ルネ・シャールの詩による）として実を結んだ。この作品は20世紀の最大傑作の1つであり、ブーレーズの名声を確立する。
その後、ジョン・ケージの偶然性の音楽に反発し、楽曲の細部は不確定ながらも全体の構造は作曲者によって制御される「管理された偶然性」を唱える。『ピアノソナタ第3番』やソプラノとオーケストラのための『プリ・スロン・プリ - マラルメの肖像』は、「管理された偶然性」による代表的な作品である。だが、『ピアノソナタ第3番』は2016年現在未だに全曲が公開されておらず、『プリ・スロン・プリ』は複数の改訂を経る過程で不確定的であった箇所が次第に確定されていった。これらの作品は「ワーク・イン・プログレス（進行中の作品）」と呼ばれるが、結局、彼の死により「完結」することとなった。
中期までの作品としてはその他、オーケストラのための『フィギュール‐ドゥーブル‐プリズム』（オーケストラ曲『ドゥーブル』の改作）、弦楽オーケストラのための『弦楽のための書』（初期の『弦楽四重奏のための書』の改作）、25楽器のための『エクラ・ミュルティプル』（15楽器のための『エクラ』を発展させたもので、未完）、16人の独唱と24楽器のための『カミングズは詩人である』、8群のオーケストラのための『リチュエル』（ブルーノ・マデルナを偲んで書かれた）、独奏チェロと6つのチェロのための『メサージェスキス』（パウル・ザッハーの70歳の誕生日を記念して書かれた）などが挙げられる。
1940年代後半から一貫して反復語法を忌み嫌っていた彼は、前衛の停滞以後の1970年代以降から急速に反復語法へ傾斜する形となり、等拍パルスやトリルなどを多用し固定された和声内での空間的な動きを特徴としてゆく。更に4Xと名づけたハードウェアを導入し、空間的及び時間的な様々な位相を伴う別々の周期パルスを過剰に組み合わす様式へ展開した。この様式で書かれた代表的な作品が、IRCAMの電子音響技術を応用した6人のソリストと室内オーケストラとライヴ・エレクトロニクスのための『レポン』である。
近年の作品にはクラリネットとテープの為の『二重の影の対話』（クラリネット独奏曲『ドメーヌ』の派生作品）、独奏フルート、室内オーケストラとライヴ・エレクトロニクスのための『エクスプロザント・フィクス（固定された爆発）』（70年代に作曲された可変的なアンサンブルとライヴ・エレクトロニクスのための作品の改訂版）、ヴァイオリンとライヴ・エレクトロニクスのための『アンテーム2』、3台のピアノ、3台のハープと3つの打楽器のための『シュル・アンシーズ』（ピアノ独奏曲『アンシーズ』の改作）などがある。

## 指揮活動
老年の境地に進むにつれて無駄が無く、なおかつ情緒に満ち溢れた指揮・演奏づくりを行うようになっていった。
- 1954年、現代音楽アンサンブルドメーヌ・ミュジカルを創設。
- 1958年よりドイツのバーデン＝バーデンにある南西ドイツ放送交響楽団を、病気のハンス・ロスバウトの代役として指揮し本格的に活動を開始。この頃からバーデン＝バーデンが気に入り居住するようになる。
- 1963年、フランス国内で初めてアルバン・ベルクの「ヴォツェック」を指揮者として演奏した。
- 1967年、健康に陰りが見え始めたジョージ・セルをカバーする目的でクリーヴランド管弦楽団の首席客演指揮者に就任。
- 同年、大阪国際フェスティバル（バイロイト・ワーグナー・フェスティバル）で初来日。『トリスタンとイゾルデ』（トリスタン：ヴォルフガング・ヴィントガッセン、イゾルデ：ビルギット・ニルソン、マルケ王：ハンス・ホッター、管弦楽：NHK交響楽団）を指揮した。
- 1969年、『プリ・スロン・プリ』の自作自演を行い録音。
- 1970年、クリーヴランド管弦楽団とともに2度目の来日。来日した際のレセプション会場で、体が不自由でサングラスをして歩く志鳥栄八郎（音楽評論家、1926年1月24日-2001年9月5日）を見たブーレーズは声をかけ、志鳥がこの体は薬害のせいだと答えたところ、「日本の厚生省は何をやっているんですか！」と怒りをあらわにしたという。
- 1971年からはBBC交響楽団首席指揮者とニューヨーク・フィルハーモニック音楽監督を兼ねた。この組み合わせでは、1974年にニューヨーク・フィルと、1975年にBBC響と来日。
- 1976年から1980年にはバイロイト音楽祭に出演。パトリス・シェロー演出の『ニーベルングの指環』は賛否両論を巻き起こした[6]。
- その最中の1978年にIRCAMとアンサンブル・アンテルコンタンポラン創設のために指揮活動を自ら激減させた。
- 1979年、パリのオペラ座でアルバン・ベルクの「ルル」(フリードリヒ・ツェルハ補筆版)を初演。
- 1991年、IRCAM所長を辞してからは再び指揮活動を増やした。
- 1992年、かつてカラヤン存命時にはバーンスタインやアーノンクールら等と同様に政治的な理由から遠ざけられていたザルツブルク音楽祭に、新総裁のジェラール・モルティエの尽力によって初出演、アンサンブル・アンテルコンタンポランとウィーン・フィルハーモニー管弦楽団を指揮した。これ以降、ベルリン・フィルハーモニー管弦楽団やシカゴ交響楽団・クリーヴランド管弦楽団の定期演奏会にも招かれた。ドイツ・グラモフォンとの録音も増えた。
- 1995年、東京で開催された「ブーレーズ・フェスティバル」で来日。アンサンブル・アンテルコンタンポラン、シカゴ交響楽団、ロンドン交響楽団、NHK交響楽団を指揮した。
- 2002年、ロンドン響、2003年にはグスタフ・マーラー・ユーゲント・オーケストラと来日している。
- 2004年、バイロイトに復帰し、『パルジファル』を史上最速で指揮したが2年で降板。
- 2007年、マーラーの交響曲第8番『千人の交響曲』を録音。これでマーラーの交響曲全てをドイツ・グラモフォンの録音に残すこととなり、いわゆる「マーラー・チクルス」を完成させた。
- 2007年7月、マーラー・チェンバー・オーケストラ演奏及びパトリス・シェロー演出のヤナーチェク最後のオペラ「死の家より」を指揮。翌年DVDでも発売。ブーレーズ本人は、「この作品が人生最後のオペラ指揮となるであろう」趣旨の発言をしている。
- 2008年10月17日、49年ぶりにドナウエッシンゲン現代音楽祭でデビュー当時の南西ドイツ放送交響楽団を指揮。

主な録音としては、1960 - 70年代のストラヴィンスキーやバルトークの録音、1990年代に入ってからのマーラーやラヴェルなどの録音が挙げられる。二度にわたって全集制作をおこなったヴェーベルンの再評価にも尽力した。

## 主要作品
- ピアノのための『12のノタシオン』（1945年）
- フルートとピアノのための『ソナチネ』（1946年）
- 『ピアノソナタ第2番』（1947年-1948年）
- 18楽器のための『ポリフォニーΧ』（1951年）
- 2台のピアノのための『ストリクチュール第1巻』（1952年）
- アルトと6楽器のための『ル・マルトー・サン・メートル』（1953年-1955年）
- 『ピアノソナタ第3番』（1955年-1957年）
- 2台のピアノのための『ストリクチュール第2巻』（1956年-1961年）
- ソプラノとオーケストラのための『プリ・スロン・プリ - マラルメの肖像』（1957年-1962年）
- オーケストラのための『フィギュール‐ドゥーブル‐プリズム』（1963年-1964年）
- 8群のオーケストラのための『リチュエル（マデルナ追悼のための）』（1974年-1975年）
- メサジェスキス（8つのチェロとチェロ独奏のための）（1976年-1977年）
- 6人のソリスト、室内オーケストラとライヴ・エレクトロニクスのための『レポン』（1981年-1984年）
- 独奏フルート、室内オーケストラとライヴ・エレクトロニクスのための『エクスプロザント・フィクス』（1991年-1993年）
- アンセム2（ヴァイオリンとエレクトロニクス音楽のための）（1997年）
- シュル・アンシーズ（3つのピアノ、3つのハープ、3つのパーカッション・クラヴィーアのための）（1996年-1998年）

## 著作の訳書
- 『意志と偶然――ドリエージュとの対話』（店村新次訳、法政大学出版局、1977年、新装版2012年）
- 『ブーレーズ音楽論――徒弟の覚書』（船山隆、笠羽映子訳、晶文社、1982年）
  - 『ブーレーズ作曲家論選』（笠羽映子訳、ちくま学芸文庫、2010年）
- 『参照点』（笠羽映子、野平一郎訳、書肆風の薔薇、1989年）
- ポール・テヴナン編『クレーの絵と音楽』（笠羽映子訳、筑摩書房、1994年）
- 『現代音楽を考える』（笠羽映子訳、青土社、1996年）
- 『標柱　音楽思考の道しるべ』（笠羽映子訳、青土社、2002年）
- 聞き手：セシル・ジリー『ブーレーズは語る――身振りのエクリチュール』（笠羽映子訳、青土社、2003年）
- アンドレ・シェフネールと『ブーレーズ―シェフネール書簡集1954-1970――シェーンベルク、ストラヴィンスキー、ドビュッシーを語る』（笠羽映子訳、音楽之友社、2005年）
- 聞き手：クロード・サミュエル『エクラ／ブーレーズ　響き合う言葉と音楽』（笠羽映子訳、青土社、2006年）
- ジョン・ケージと『ブーレーズ/ケージ往復書簡』ジャン＝ジャック・ナティエ／ロベール・ピアンチコフスキ編（笠羽映子訳、みすず書房、2018年）
- ジャン＝ピエール・シャンジュー／フィリップ・マヌリと『魅了されたニューロン　脳と音楽をめぐる対話』（笠羽映子訳、法政大学出版局、2017年）
- 聞き手：ミシェル・アルシャンボー『ブーレーズとの対話』（笠羽映子訳、法政大学出版局、2020年）

他に2025年3月時点で、以下の著書が日本語訳されてない。
- Jean Vermeil, Conversations With Boulez: Thoughts on Conducting.
- Rocco Di Pietro, Dialogues With Boulez.